# Leslie Haden-Guest (1er baron Haden-Guest)
Leslie Haden Guest, 1er baron Haden-Guest, (10 mars 1877 - 20 août 1960), est un auteur, journaliste, médecin et homme politique du Parti travailliste britannique.

## Jeunesse
Haden-Guest est né à Oldham, Lancashire, Angleterre, fils de Catharine Anna Johnson et d'Alexander Haden-Guest médecin et chirurgien de Manchester qui est un militant actif pour la gauche. Il fait d'abord ses études au William Hulme's Grammar School, puis étudie la médecine à l'Owens College, à Manchester et au London Hospital.

## Carrière
Haden-Guest sert dans le Royal Army Medical Corps pendant la seconde guerre des Boers, la Première Guerre mondiale et la Seconde Guerre mondiale, recevant la Croix militaire. Il est le fondateur du Comité anglo-français de la Croix-Rouge. Il est membre du London County Council pour Woolwich East (1919–1922).
Il est député travailliste de Southwark North de 1923 à 1927, date à laquelle il démissionne pour protester contre l'opposition des travaillistes à l'envoi de troupes à Shanghai,. Il se présente sans succès à Wycombe lors de l'élection de 1931, mais est élu à Islington North lors de l'élection partielle de 1937 où il est resté député jusqu'en 1950 lors de son élévation à la pairie.
Il fonde le Labour Party Commonwealth Group et est membre du comité Anderson dont les travaux ont conduit à l'élaboration du plan d'évacuation du gouvernement au cours de l'été 1938.
Pendant la Seconde Guerre mondiale Haden-Guest contribue à une enquête sociale publiée par la Fabian Society concernant l'évacuation. Il recommande que les repas scolaires et le lait soient fournis indépendamment de la situation financière des parents. Il soutient que la discrimination fondée sur le revenu est «socialement et psychologiquement désastreuse».
Haden-Guest est créé pair le 2 février 1950 en tant que baron Haden-Guest, de Saling dans le comté d'Essex, et est un Lord-in-waiting du roi (février-octobre 1951), et par la suite est whip adjoint de l'opposition à la Chambre des Lords.

## Vie privée
En 1898, il épouse Edith, fille de Max Low de Londres, avec laquelle il a deux fils, Stephen et Richard. Le couple divorce en 1909 et en 1910, il épouse Muriel Carmel, la fille d'Albert Goldsmid. Ils ont deux fils, David, qui est tué pendant la Guerre d'Espagne, et Peter ; et une fille, Angela. Il se remarie en 1944 avec le Dr Edith Edgar Macqueen, fille de George Macqueen. Il est le grand-père de l'acteur, écrivain, réalisateur et musicien Christopher Guest, qui est maintenant le 5e baron.
Haden-Guest s'est converti au judaïsme avant son mariage avec Muriel Goldsmid, sa deuxième épouse. Il a "renoncé au judaïsme" en 1924, se décrivant par la suite comme un " sans confession". Il est le premier Juif à se présenter au Parlement en tant que candidat travailliste.
Bertrand Russell décrit Haden-Guest comme "un théosophiste au caractère fougueux et à la libido considérable".